# The Black (álbum de Imminence)
The Black es el quinto álbum de estudio de la banda sueca de metalcore Imminence. Fue autoeditado y lanzado por la banda el 12 de abril de 2024. Fue producido por Eddie Berg, Harald Barret y Henrik Udd.
El 7 de marzo de 2025, la banda lanzó una edición extendida del álbum titulado The Return of The Black.

## Recepción
Distorted Sound calificó el álbum con 9 sobre 10 y dijo: "Imminence no es solo una banda, es una experiencia, un sentimiento, un estado mental. The Black consolida su lugar dentro de la jerarquía del metalcore. Espere cosas aún más grandes por venir". Ghost Cult le dio al álbum una puntuación de 9/10 y dijo: "Con tal innovación teatral que desafía y trasciende el Metalcore, Imminence se ha convertido en pionero de un estilo que puede describirse mejor como Violincore. Si bien cada álbum anterior fue un paso en la dirección correcta , The Black logra exactamente el sonido que siempre debieron crear". Louder Sound le dio al álbum una crítica positiva y declaró: "Los cuatro álbumes de estudio de los suecos hasta ahora los han visto jugar con una producción demasiado pulida y el tipo de metalcore atmosférico que Architects dejaron atrás hace seis años (el sólido, aunque repetitivo Heaven in Hiding de 2021 aburrió). más que un parecido pasajero con Sam Carter y compañía), pero con The Black, han dado un paso adelante".

## Lista de canciones
Todas las letras escritas por Eddie Berg, toda la música compuesta por Berg y Harald Barrett. 
| N.º | Título                     | Duración |  |
| 1.  | «Come Hell or High Water»  | 3:49     |  |
| 2.  | «Desolation»               | 4:07     |  |
| 3.  | «Heaven Shall Burn»        | 4:07     |  |
| 4.  | «Beyond the Pale»          | 4:13     |  |
| 5.  | «Death by a Thousand Cuts» | 5:26     |  |
| 6.  | «Come What May»            | 6:13     |  |
| 7.  | «Cul-de-Sac»               | 2:36     |  |
| 8.  | «The Call of the Void»     | 3:51     |  |
| 9.  | «Continuum»                | 4:20     |  |
| 10. | «L'appel du Vide»          | 3:57     |  |
| 11. | «The Black»                | 6:10     |  |
| 12. | «Le Noir»                  | 3:04     |  |

| The Return of The Black |                                                                    |          |  |
| N.º                     | Título                                                             | Duración |  |
| 1.                      | «God Fearing Man»                                                  | 5:20     |  |
| 2.                      | «Come Hell or High Water»                                          | 3:51     |  |
| 3.                      | «Desolation»                                                       | 4:10     |  |
| 4.                      | «Heaven Shall Burn» (con Scott Kennedy de Bleed From Within)       | 4:11     |  |
| 5.                      | «Beyond The Pale»                                                  | 4:14     |  |
| 6.                      | «Death by a Thousand Cuts» (con Lucas Woodland de Holding Absence) | 5:29     |  |
| 7.                      | «Come What May» (con Tim Charles de Ne Obliviscaris)               | 6:13     |  |
| 8.                      | «Cul-de-Sac»                                                       | 2:36     |  |
| 9.                      | «Death Shall Have No Dominion»                                     | 4:49     |  |
| 10.                     | «The Call of the Void» (con Joel Holmqvist)                        | 3:50     |  |
| 11.                     | «Continuum» (con Niklas Karlsson de Orbit Culture)                 | 4:21     |  |
| 12.                     | «L'Appel du Vide»                                                  | 3:56     |  |
| 13.                     | «The Black»                                                        | 6:10     |  |
| 14.                     | «Le Noir»                                                          | 3:04     |  |
| 15.                     | «Come Hell or High Water» (VAAAL remix)                            | 4:13     |  |
| 16.                     | «The Black» (VAAAL remix)                                          | 4:51     |  |
| 17.                     | «The Blvck» (SENA remix)                                           | 4:11     |  |
| 18.                     | «La Douleur Qui Est Sans Fin»                                      | 8:45     |  |

## Personal
Imminence
- Eddie Berg - voz principal, violín
- Harald Barret – guitarra principal, coros
- Alex Arnoldsson - guitarra rítmica
- Max Holmberg – bajo
- Peter Hanström – batería

Músicos adicionales
- Scott Kennedy: voz (pista 4, The Return of The Black).
- Lucas Woodland: voz (pista 6, The Return of The Black).
- Tim Charles: voz (pista 7, The Return of The Black).
- Joel Holmqvist: voz (pista 10, The Return of The Black).
- Niklas Karlsson: voz (pista 11, The Return of The Black).